# The Clarinet Trio plus Alexey Kruglov: Live in Moscow
The Clarinet Trio plus Alexey Kruglov: Live in Moscow ist ein Livealbum der Formation The Clarinet Trio, die aus Klarinettisten Jürgen Kupke, Michael Thieke und Gebhard Ullmann besteht. Beim Auftritt der Gruppe in der Moskauer Russischen Akademie für Theaterkunst am 5. November 2013 kam in der zweiten Hälfte des Konzerts der Altsaxophonist Alexey Kruglov hinzu. Der Mitschnitt erschien im Juni 2017 bei Leo Records. Das (seit 1998) fünfte Album des Clarinet Trio erschien zur Feier von Gebhard Ullmans 60. Geburtstag und war dem im selben Jahr verstorbenen Musiker und Produzenten Walter Quintus gewidmet.

## Musik des Albums
Musikalisch leuchtet das Album „die expressiven Möglichkeiten der Instrumente aus“, in Momenten der Kollektivimprovisation, komponierten und improvisierten Passagen, in einem kontinuierlichen Wechsel der Rollen. Dabei gibt es Bezüge zur Musik des Rova Saxophone Quartet. Nach dem bewegten Titel „Dreierlei“ folgt das atmosphärische, Blues-gefärbte „Blaues Viertel“, in dem Ullmann zunächst den Rhythmus vorgibt, über dem Kupke und Thieke solistisch „ungeachtet des Titels einen Standpunkt der Avantgarde einnehmen.“. In „Seven 9-8“ lotet Jürgen Kupke die technisch-espressiven Möglichkeiten seines Instruments aus. Im zweiten Teil des Konzerts nimmt Kruglov auf dem Altsaxophon Anleihen bei den Ausdrucksformen Roscoe Mitchells, als es in „Collective No.9 (Part 1-4)“ zu Kollektivimprovisation kommt.

## Titelliste
- The Clarinet Trio Plus Alexey Kruglov – Live in Moscow (Leo Records – CD LR 781)

1. Variationen Über Rauch und Moder (Ullmann) – 6:20
2. Dreierlei (Ullmann) – 6:11
3. Blaues Viertel (Ullmann) – 6:46
4. Seven 9-8 (Ullmann) – 8:51
5. Collective No.9 (Part 1 – 4) (Ullmann, Kupke, Thieke, Kruglov) – 6:15
6. Kleine Figuren No.2 (Ullmann) – 3:25
7. Animalische Stimmen (Hermann Keller) – 2:50
8. News? No News! (Ullmann) – 14:23

## Rezeption

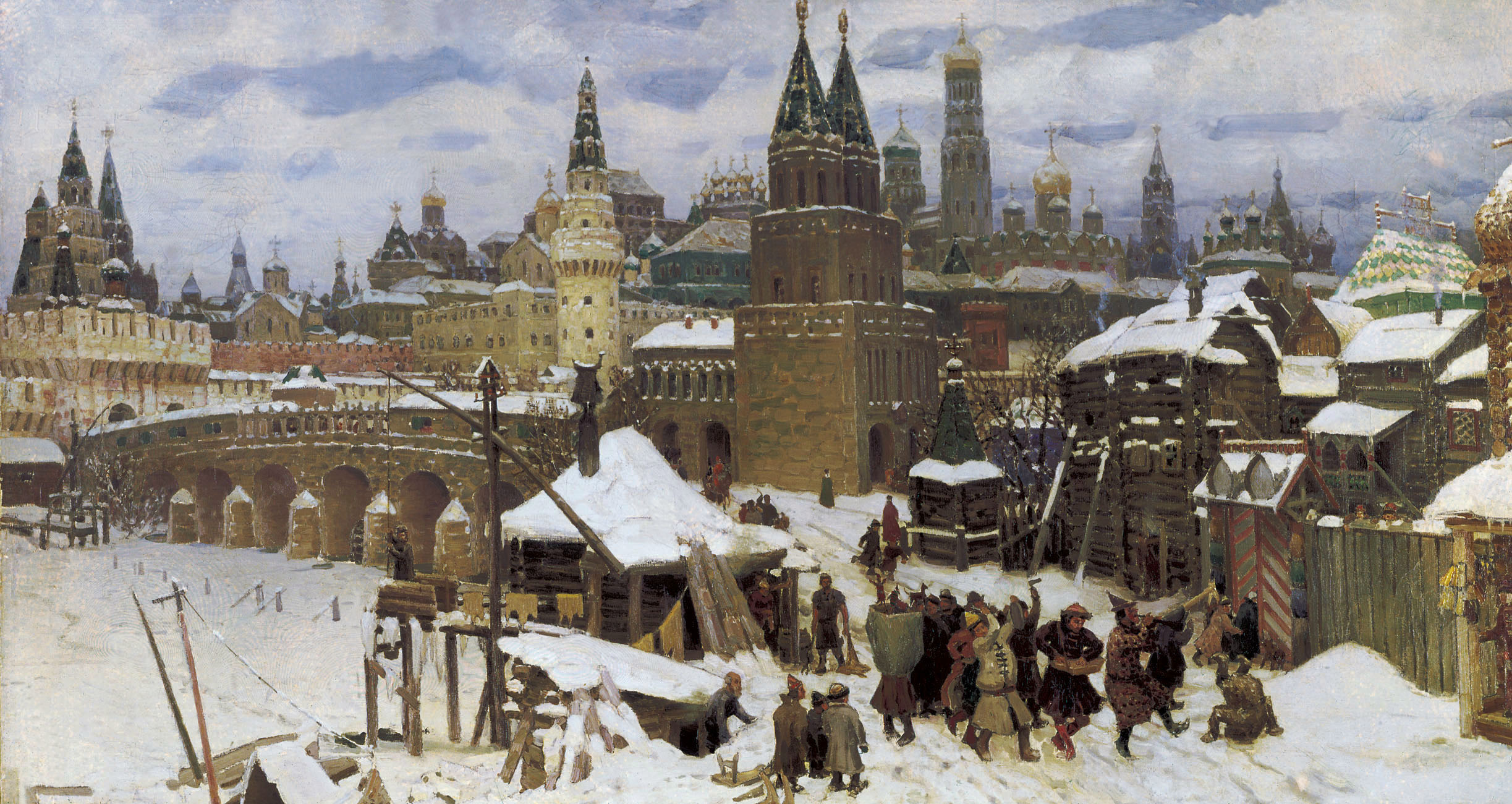
Das Gemälde „Всехсвятский каменный мост“ (Allerheiligen-Steinbrücke, 1901) von Apollinari Wasnezow fand auf dem Frontcover des Albums Verwendung.

Massimo Ricci verglich in seiner Besprechung die Musik des Albums mit einem Familientreffen, in dem jedes Mitglied der Runde seine Meinung kundtut: „Im Falle der Klarinettisten Jürgen Kupke, Michael Thieke und Gebhard Ullmann entdecken wir eine Menge an bedeutsamen Gesprächsfetzen, eingebettet in einem gemeinsamen Übereinkommen, wonach man nie riskiert, sich einem sinnlosen Geplapper hinzuwenden.“ Die Rolle des Saxophonisten Alexey Kruglov, der nach der Hälfte des Konzerts hinzustößt, sieht der Autor im Sinne der „Familienlogik“ in der Weise, dass er in Art disjunktiven Perspektive interessiert ist, gegensätzliche Meinungen auszutauschen. Seine Phrasierung unterbricht aber nicht die grundlegende Essenz des kollektiven Spiels. Die Emotionen würden dabei unter Kontrolle gehalten, aber die Musik ist frisch genug, die Implikationen eines ständigen Kreativitätsprozesses zu belegen. Auch der Humor komme dabei nicht zu kurz, wie in „Animalische Stimmen“. Eindrucksvoll sei auch die technische Meisterschaft, besonders im Hinblick auf die Fähigkeit der vier Musiker, das Virtuosentum  in Grenzen zu halten. Dies schließt ein, dass die dissonanten Merkmale des Zusammenspiels unter Kontrolle gehalten werden. Letztlich zeigen Kupke, Thieke, Ullmann und Kruglov, wer verantwortlich ist, stellen mit kluger Genauigkeit die Ordnung her, sobald die „Säfte einer sterilen Anarchie“ anfingen zu heftig zu kochen.

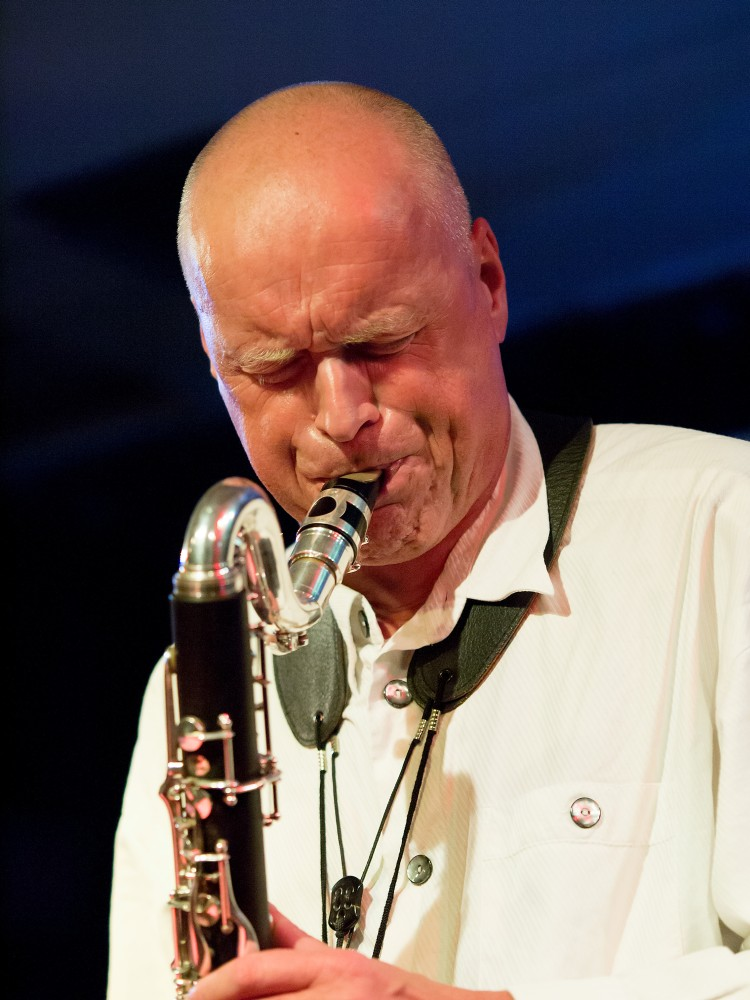
Gebhard Ullmann bei einem Auftritt im Jazzclub Unterfahrt (2013)

„So sehr das Anhören ambitionierter Musik manchmal auch sportliche Herausforderung ist“, schrieb Stefan Peiper in der Jazzzeitung, „so viel erfrischenden Mehrwert bekommt, wer sich mutig auf so etwas einlässt!“. [...] „Man weiß um die strukturierende Kraft von Ostinati und polyphonen Verflechtungen. Aus so etwas werden Ketten geflochten, aus denen sich melodische Muster in aberwitzigen Wendungen abspalten. Diese Spieler wissen, welche Frage- und Ausrufezeichen die kollektive Klangrede im richtigen Moment braucht. Ohnehin beweist das Clarinet Trio, wie gut drei Klarinetten mit ihrem reichen Tonumfang und klanglichem Potenzial sämtliche Erfordernisse eines konsistenten Band-Sounds abdecken. Das funktioniert so gut, weil Ulmann, Thieke und Kupke schon seit 20 Jahren keine technischen und expressiven Grenzen auf ihren Instrumenten kennen. Improvisationskunst am Hochreck über asiatische Pentatonik oder afrikanisch anmutende Chorusse zeugen einmal mehr von souveräner Weltgewandtheit. Molto accelerando pflegen diese Spieler so manchen verspielten Dialog mit Formeln, Phrasen und Tonfolgen.“ Zu Hermann Kellers Komposition „Animalische Stimmen“ meinte der Autor abschließend: „Manche von denen könnte ein Olivier Messiaen direkt [von] Vogelstimmen abgelauscht haben. Wie dadaistische Lautpoesie muten schrille Urlaute an, wenn die vier ihre Hörner einfach mal in die Ecke stellen und allein auf den Mundstücken weitermachen.“
Der Autor des italienischen Blogs Music Zoom lobt: „Die Übereinstimmung funktioniert perfekt. Die kollektive Improvisation in Collective No. 9 (Part 1-4) kann als schönes Beispiel für eine unendliche klangliche Möglichkeit gelten, die einer derartigen Formation zur Verfügung steht. Der lange News? Keine News, mehr als 14 Minuten, worin die Empathie in der Darbietung zwischen den Musikern perfekt wird, beendet das Album.“